# Шамажево
Шамажево (пол. Szamarzewo) — село в Польщі, у гміні Колачково Вжесінського повіту Великопольського воєводства.
Населення — 226 осіб (2011).
У 1975-1998 роках село належало до Познанського воєводства.

## Демографія
Демографічна структура станом на 31 березня 2011 року:
|          | Загалом | Допрацездатний вік | Працездатний вік | Постпрацездатний вік |
| -------- | ------- | ------------------ | ---------------- | -------------------- |
| Чоловіки | 124     | 25                 | 92               | 7                    |
| Жінки    | 102     | 21                 | 55               | 26                   |
| Разом    | 226     | 46                 | 147              | 33                   |